# John Ferris
John Ferris (Sacramento, California, 24 de julio de 1949 - 12 o 13 de septiembre de 2020) fue un nadador estadounidense especializado en pruebas de estilo mariposa, donde consiguió ser campeón olímpico en 1968 en los 200 metros.

## Carrera deportiva
En los Juegos Olímpicos de México 1968 ganó la medalla de bronce en los 200 metros mariposa, con un tiempo de 57.2 segundos; y también ganó el bronce en los 200 metros estilos, con un tiempo de 2:09.3 segundos.
Y en la Universiada de 1967 celebrada en Tokio ganó el oro en 200 metros mariposa, y la plata en 400 metros estilos, y cuatro años después, en la Universiada de 1970 celebrada en la ciudad italiana de Turín ganó tres medallas de oro: en 100 y 200 metros mariposa, y en relevos de 4x100 metros estilos.
Falleció el 12 o 13 de septiembre de 2020 a los 71 años víctima de cáncer de pulmón.